# Provinz Midlands
Midlands ist eine der Zehn Provinzen in Simbabwe, im Zentrum des Landes. Sie ist eine von dreien, die keinen Anteil an der Außengrenze des Staates hat (zusammen mit der Provinz Bulawayo und der Provinz Harare).

## Geographie
Ihr Gebiet umfasst 49.166 km² und eine Bevölkerung von 1.811.905 Personen (2022). Die Hauptstadt der Provinz ist Gweru, die drittgrößte Stadt des Landes. Als zentrale Provinz von Simbabwe setzt sich hier die Bevölkerung aus zahlreichen ethnischen Gruppen zusammen: Shona, Ndebele, Tswana, Suthu und Chewa.
Durch die Midlands zieht sich der ergiebigste Teil des erzreichen Great Dyke. Kwekwe ist vermutlich die an Bergwerken und verarbeitender sowie chemischer Industrie reichste Stadt. Die Goldförderung hier ist die höchste des Landes. Abseits des Great Dyke überwiegt Landwirtschaft, wobei in den beiden ländlichen Gokwe-Distrikten der Baumwollanbau dominiert.
| Provinz Matabeleland North | Provinz Mashonaland West                    | Provinz Mashonaland West |
| Provinz Matabeleland North | Kompassrose, die auf Nachbargemeinden zeigt | Provinz Mashonaland East |
| Provinz Matabeleland South | Provinz Masvingo                            | Provinz Masvingo         |

## Distrikte

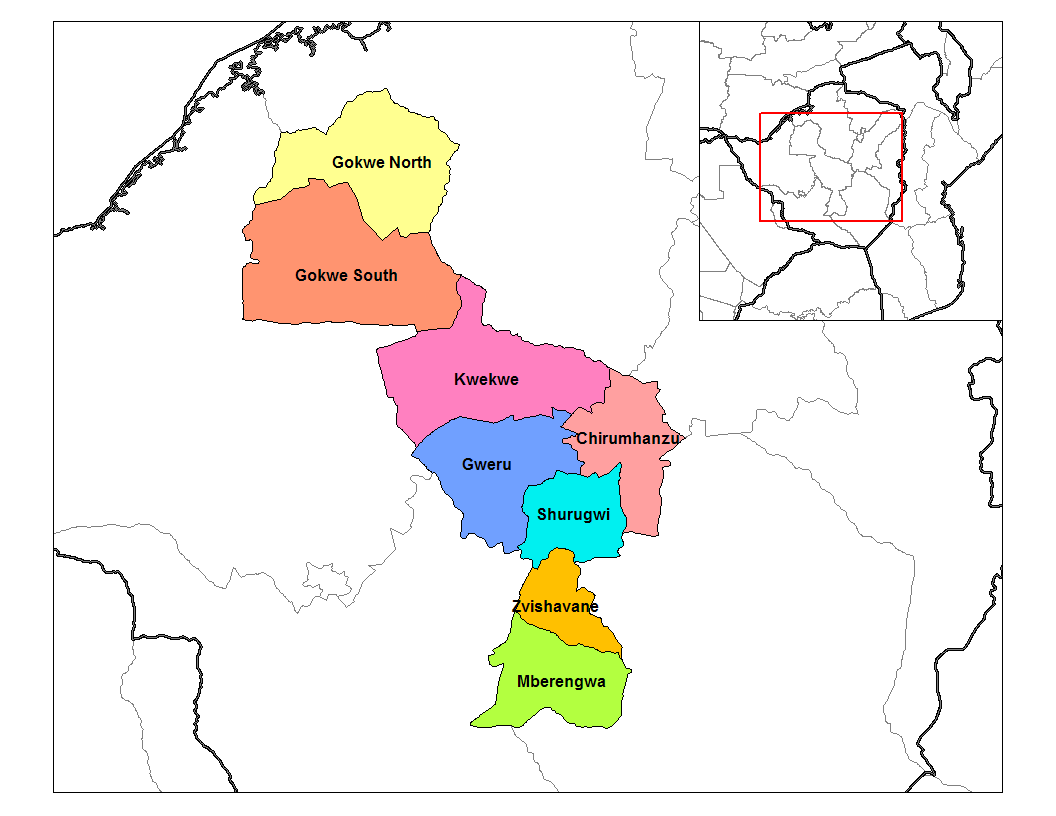
Distrikte in Midlands (ohne Urbane Distrikte)

Midlands noch mit Chikomba Distrikt

Die Provinz besteht aus 14 Distrikten (Stand 2022). Davon sind 8 Ländliche Distrikte (Rural) und 6 Städte mit Distrikt Status (Urban). Ursprünglich war auch der Chikomba Distrikt (ehemals Charter Distrikt) Teil der Provinz Midlands. Er wurde allerdings zur Provinz Mashonaland East übertragen:
| Distrikt          | Fläche in [km²] | Einwohner 2012 | Einwohner 2022 | Bevölkerungsdichte 2022 [Einwohner/km²] |
| ----------------- | --------------- | -------------- | -------------- | --------------------------------------- |
| Chirumhanzu       | 4749            | 80.351         | 95.272         | 20                                      |
| Gokwe North       | 7268            | 240.352        | 249.723        | 34                                      |
| Gokwe South       | 11.124          | 305.982        | 317.554        | 29                                      |
| Gokwe Town Centre | 19              | 24.054         | 33.073         | 1741                                    |
| Gweru Rural       | 5889            | 91.806         | 121.712        | 21                                      |
| Gweru Urban       | 164             | 157.865        | 161.294        | 984                                     |
| Kwekwe Rural      | 8748            | 174.727        | 197.062        | 23                                      |
| Kwekwe Urban      | 86              | 100.900        | 119.863        | 1394                                    |
| Mberengwa Rural   | 5066            | 185.757        | 208.458        | 41                                      |
| Redcliff          | 113             | 35.929         | 41.526         | 367                                     |
| Shurugwi Rural    | 3464            | 77.570         | 98.315         | 28                                      |
| Shurugwi Urban    | 134             | 21.905         | 23.304         | 174                                     |
| Zvishavane Rural  | 2476            | 72.513         | 85.035         | 34                                      |
| Zvishavane Urban  | 62              | 45.230         | 59.714         | 963                                     |
| Gesamt            | 49.166          | 1.622.476      | 1.811.905      | 37                                      |

## Regionalpartnerschaften
- Otjozondjupa-Region, seit Februar 2020[4]